# Konståkning vid olympiska vinterspelen 1994
Resultaten från tävlingarna i konståkning vid olympiska vinterspelen 1994. Tävlingarna hölls i Hamar OL-Amfi.

## Medaljtabell
| Pl. | Nation         | Guld | Silver | Brons | Totalt |
| --- | -------------- | ---- | ------ | ----- | ------ |
| 1   | Ryssland       | 3    | 2      | 0     | 5      |
| 2   | Kanada         | 0    | 1      | 1     | 2      |
| 3   | Ukraina        | 1    | 0      | 0     | 1      |
| 3   | USA            | 0    | 1      | 0     | 1      |
| 3   | Kina           | 0    | 0      | 1     | 1      |
| 3   | Frankrike      | 0    | 0      | 1     | 1      |
| 3   | Storbritannien | 0    | 0      | 1     | 1      |

## Resultat

### Damer
| Placering | Åkare                      |
| --------- | -------------------------- |
| Guld      | Oksana Baiul (UKR)         |
| Silver    | Nancy Kerrigan (USA)       |
| Brons     | Chen Lu (CHN)              |
| 4         | Surya Bonaly (FRA)         |
| 5         | Yuka Sato (JPN)            |
| 6         | Tanja Szewczenko (GER)     |
| 7         | Katarina Witt (GER)        |
| 8         | Tonya Harding (USA)        |
| 9         | Josee Chouinard (CAN)      |
| 10        | Anna Rechnio (POL)         |
| 11        | Krisztina Czako (HUN)      |
| 12        | Mila Kajas (FIN)           |
| 13        | Lenka Kulovana (CZE)       |
| 14        | Marie-Pierre Leray (FRA)   |
| 15        | Charlene Von Saher (GBR)   |
| 16        | Nathalie Krieg (SUI)       |
| 17        | Laetitia Hubert (FRA)      |
| 18        | Rena Inoue (JPN)           |
| 19        | Elena Liashenko (UKR)      |
| 20        | Marta Andrade (ESP)        |
| 21        | Lily Lyoonjung Lee (KOR)   |
| 22        | Ludmila Ivanova (UKR)      |
| 23        | Ying Liu (CHN)             |
| 24        | Tzvetelina Abrasheva (BUL) |
| FNR       | Zhao Guona (CHN)           |
| FNR       | Susan Humphreys (CAN)      |
| FNR       | Irena Zemanova (CZE)       |

### Herrar
| Placering | Åkare                     |
| --------- | ------------------------- |
| Guld      | Alexei Urmanov (RUS)      |
| Silver    | Elvis Stojko (CAN)        |
| Brons     | Philippe Candeloro (FRA)  |
| 4         | Viktor Petrenko (UKR)     |
| 5         | Kurt Browning (CAN)       |
| 6         | Brian Boitano (USA)       |
| 7         | Éric Millot (FRA)         |
| 8         | Scott Davis (USA)         |
| 9         | Steven Cousins (GBR)      |
| 10        | Sebastien Britten (CAN)   |
| 11        | Oleg Tataurov (RUS)       |
| 12        | Masakazu Kagiyama (JPN)   |
| 13        | Michael Tyllesen (DEN)    |
| 14        | Cornel Gheorghe (ROU)     |
| 15        | Igor Pashkevitch (RUS)    |
| 16        | Michael Shmerkin (ISR)    |
| 17        | Sung-Il Jung (KOR)        |
| 18        | Stephen Carr (AUS)        |
| 19        | Marius Negrea (ROU)       |
| 20        | Min Zhang (CHN)           |
| 21        | Andrejs Vlascenko (LAT)   |
| 22        | Fumihiro Oikawa (JPN)     |
| 23        | Alexander Mourashko (BLR) |
| 24        | Dino Quattrocecere (RSA)  |
| FNR       | Margus Hernits (EST)      |

### Par
15 februari 1994
| Placering | Åkare                                        |
| --------- | -------------------------------------------- |
| Guld      | Ekaterina Gordeeva och Sergei Grinkov (RUS)  |
| Silver    | Natalia Mishkutenok och Artur Dmitriev (RUS) |
| Brons     | Isabelle Brasseur och Lloyd Eisler (CAN)     |
| 4         | Evgenia Shishkova och Vadim Naumov (RUS)     |
| 5         | Jenni Meno och Todd Sand (USA)               |
| 6         | Radka Kavarikova och Rene Novotny (TCH)      |
| 7         | Peggy Schwartz och Alexander König (GER)     |
| 8         | Elena Berezhnaya och Oleg Shliakhov (LAT)    |
| 9         | Kyoko Ina och Jason Dungjen (USA)            |
| 10        | Kristy Sargeant och Kris Wirtz (CAN)         |
| 11        | Danielle Carr och Stephen Carr (AUS)         |
| 12        | Jamie Sale och Jason Turner (CAN)            |
| 13        | Anuschka Gläser och Axel Rauschenbach (GER)  |
| 14        | Karen Courtland och Todd Reynolds (USA)      |
| 15        | Jacqueline Soames och John Jenkins (GBR)     |
| 16        | Elena Belousovskaya och Igor Malyar (UKR)    |
| 17        | Elena Grigoryeva och Sergei Cheyko (BLR)     |

### Isdans
| Placering | Åkare                                             |
| --------- | ------------------------------------------------- |
| Guld      | Oksana Grishuk och Evgeny Platov (RUS)            |
| Silver    | Maya Usova och Alexander Zhulin (RUS)             |
| Brons     | Jayne Torvill och Christopher Dean (GBR)          |
| 4         | Susanna Rahkamo och Petri Kokko (FIN)             |
| 5         | Sophie Moniotte och Pascal Lavanchy (FRA)         |
| 6         | Anjelika Krylova och Vladimir Fedorov (RUS)       |
| 7         | Irina Romanova och Igor Yaroshenko (UKR)          |
| 8         | Katerina Mrazova och Martin Simecek (TCH)         |
| 9         | Jennifer Goolsbee och Hendryk Schamberger (GER)   |
| 10        | Shae-Lynn Bourne och Victor Kraatz (CAN)          |
| 11        | Tatiana Navka och Samuel Gezolian (BLR)           |
| 12        | Margarita Drobiazko och Povilas Vanagas (LTU)     |
| 13        | Aliki Stergiadu och Juris Razgulaevs (UZB)        |
| 14        | Berangere Nau och Luc Moneger (FRA)               |
| 15        | Elizabeth Punsalan och Jerod Swallow (USA)        |
| 16        | Radmilla Chrobokova och Milan Brzy (TCH)          |
| 17        | Agnieszka Domanska och Marcin Glowacki (POL)      |
| 18        | Elisaveta Stekolnikowa och Dmitri Kasarliga (KAZ) |
| 19        | Svetlana Chernikova och Alexandr Sosnenko (UKR)   |
| 20        | Eniko Berkes och Szilard Toth (HUN)               |
| 21        | Dinara Nurdbaeva och Muslim Settarov (UZB)        |